# 奧林匹亞展覽中心
奧林匹亞展覽中心（英語：Olympia London）是位於倫敦西肯辛頓的一個會展中心。奧林匹亞展覽中心開幕於1886年，當時的名稱是國家農業大廳（National Agricultural Hall），由德比的 Andrew Handyside and Company 公司修建，面積4英畝（16,000平方），是英國面積最大的建築之一。

## 外部連結
- Olympia London website Olympia London website
- Olympia Events Calendar
- Eat Outs Around （页面存档备份，存于）
- Satellite Image  Google Maps satellite image of London Olympia